# Конституция на свободата
„Конституция на свободата“ (на английски: The Constitution of Liberty) е книга на австрийския философ Фридрих фон Хайек, издадена в Съединените щати през 1960 година.
Тя е изложение на основите на политическата философия на Фон Хайек, като в нея той аргументира възгледа си за свободата като основна ценност за отделния човек и обществото и като основа за развитието на цивилизацията като цяло.